# Avgustovski puč
Avgustovski puč ali Sovjetski poskus državnega udara 1991 je bil spodletel poskus voditeljev Komunistične partije Sovjetske zveze prevzeti oblast v državi in odstaviti Mihaila Gorbačova. Puč so organizirali najvišji vojaški in civilni voditelji Sovjetske zveze. Poskus državnega udara je spodletel zaradi slabe organizacije in učinkovitega državljanskega upora, zlasti v Moskvi. Upor je vodil ruski predsednik Boris Jelcin, zaveznik Gorbačova. Puč je spodletel po dveh dneh in Gorbačov se je vrnil na oblast, vsi pučisti pa so izgubili položaje. Jelcin je postal prevladujoč voditelj in Gorbačov je izgubil veliko svojega vpliva. Spodletel poskus državnega udara je vodil v padec Komunistične partije Sovjetske zveze.

## Zgodovina
Leta 1990 so Armenija, Estonija, Latvija in Litva razglasile neodvisnost. 17. marca 1991 je bil v ostalih sovjetskih republikah, z izjemo Gruzije in Moldavije organiziran referendum za obstanek v reformirani Zvezi sovjetskih suverenih republik. Velika večina 77,85 % udeležencev referenduma je glasovalo za ustanovitev nove ZSSR. Po pogajanjih so se vse države, razen Ukrajine, strinjale za ustanovitev nove zveze suverenih držav s skupno zunanjo politiko, predsednikom in vojsko. Rusija, Kazahstan in Uzbekistan bi morali podpisati pogodbo 20. avgusta 1991 v Moskvi.
4. avgusta 1991 se je Gorbačov odpravil na počitnice v svojo dačo v Forosu na Krimu. Načrtoval je vrnitev v Moskvo za podpis pogodbe 20. avgusta. 17. avgusta so se člani Državnega komiteja za izredno stanje (DKIS) sestali in preučili besedilo pogodbe. Verjeli so, da bi njen podpis vodil v razpad Sovjetske zveze in da je potrebno ukrepati. Naslednji dan je namestnik ministra za obrambo Varennikov odletel na Krim na sestanek z Gorbačovom, minister za obrambo Jazov pa je začel načrtovati uvedbo izrednega stanja.
18. avgusta ob 16.32 je DKIS prekinil telefonsko komunikacijo in jedrski poveljniški in nadzorni sistem. DKIS so zahtevali, da Gorbačov razglasi izredno stanje ali pa odstopi in imenuje podpredsednika Janajeva za začasnega predsednika. Gorbačov je pozneje trdil, da je ultimat zavrnil, Varennikov pa je trdil, da je Gorbačov izjavil, naj naredijo, kar želijo. Janajev je podpisal dekret, s katerim se je razglasil za začasnega predsednika ZSSR z utemeljitvijo, da Gorbačov zaradi bolezni ni sposoben izvajati predsedniških dolžnosti. 
19. avgusta ob 7. uri sta državni radio in televizija začela predvajati razglasila pučistov, KGB pa je naročil aretacijo Borisa Jelcina. V Moskvo je vstopilo 4000 vojakov, 350 tankov, 300 oklepnikov in 420 tovornjakov 2. Tamanske divizije in 4. Kantemirovske tankovske divizije. Specialne enote so obkrožile Jelcinovo dačo, vendar ga iz neznanega razloga niso aretirale. Jelcin je nato začel organizirati zatrtje puča. Sovjetska javnost je bila glede poskusa državnega udara razdeljena, sovjeti pa so ga večinoma podpirali. Jelcin je prevzel oblast nad vojsko in pozval k splošni stavki. Poveljnik štaba tankovskega bataljona pred Belo hišo je razglasil svojo zvestobo Jelcinu in ta je nagovoril množico z enega od tankov.
20. avgusta popoldne so Krjučkov, Jazov in Pugo odredili napad na Belo hišo.
21. avgusta ob 1. uri je bila pred Belo hišo narejena barikada za blokiranje oklepnikov 2. divizije. Pri tem so bili tri civilisti ubiti. Po tem dogodku specialne enote niso napadle Bele hiše in Jazov je naročil umik vojske iz Moskve. Enote so se začele umikati ob 8. uri.
22. avgusta je Gorbačov priletel v Moskvo, Krjučkov, Jazov in Tizjakov pa so bili aretirani. Pugo je naslednji dan skupaj z ženo naredil samomor.